# Ранок (картина Яблонської)
«Ранок» — картина української  художниці Тетяни Яблонської, створена в 1954 році в Києві. На ній зображена дівчинка, що робить ранкову гімнастику. Картина вважається яскравим явищем раннього періоду хрущовської відлиги.

## Історія створення картини та її доля
На картині зображена старша донька художниці Олена (від першого шлюбу Тетяни Яблонської з Сергієм Отрощенком) у віці тринадцяти років. Дія відбувається в отриманій сім'єю художниці квартирі в центрі Києва, яка знаходилася в будинку по вулиці Червоноармійська, 46, де вона жила у 1949—1955. Репродукція цієї картини незабаром була надрукована в популярному журналі «Огонёк», неодноразово випускалася на поштових листівках. Картина була поміщена в підручнику «Рідна мова», радянські школярі мали писати про цю картину твори. В подальший час картина також використовувалася у викладанні, зокрема, вона рекомендувалася в Україні у 2000-і роки для вивчення в курсі «Російська мова» за 4 клас.
Картина «Ранок» зіграла особливу роль в особистому житті головної героїні. Донька художниці Олена під час навчання в Московській державній художньо-промисловій академії імені С. Г.  Строганова на факультеті декоративного оформлення тканин познайомилася з молодим художником з Казахстану Арсеном Бейсембиновым. Будучи ще хлопчиком, він закохався в дівчинку на репродукції картини «Ранок», яка висіла у нього вдома. Олена і Арсен одружилися. Старша донька Тетяни Яблонської живе в Казахстані (її чоловік помер в 2000 році), вона — член Спілки художників і Спілки кінематографістів Республіки Казахстан. В Алма-Аті в 1962 році у неї народився син Зангар, також став художником.
Техніка створення картини — олійний живопис на полотні. Розмір — 169 на 110 см. Картину було показано на ІІІ виставці робіт дійсних членів і членів-кореспондентів Академії мистецтв СРСР у 1954 році, отримала схвалення глядацької аудиторії і критиків. У тому ж році вона була придбана Державною Третьяковською Галереєю, де знаходиться в колекції по теперішній час
Сама художниця не була задоволена результатом роботи над картиною. У листі Ганні Сергіївні Галушкиній, датованому серпнем 1963 року, де йшлося про можливе придбання для Третьяковської галереї іншої картини Яблонської («Весілля»), вона пише: «Мені б, звичайно, дуже б хотілося ще раз потрапити на священні стіни галереї. І мені здається, що ця картина, у всякому разі, краще б сприймалася, ніж моя робота „Ранок“». Ще більш виразно вона стверджувала наприкінці життя: «У той час багато було написано всіляких дитячих картинок, що сюсюкають. І все здавалося добре, „художньо“. Гидка, антиживописная картина „Ранок“. Але ж за задумом непогана. Надихнув мене на неї Є. Волобуєв. Але за живописом вона абсолютний нуль».
Гаяне Атаян, донька художниці, вважала, що негативний відгук про картину було дано автором під впливом настрою і не відображає справжнього ставлення до полотна: "Це було написано в 90-ті роки. Мама взагалі була людиною настрою. Так їй здалося на той момент. І про картину «Хліб» вона, було, говорила, мовляв, це плакат, а вже наприкінці життя, аналізуючи свою творчість, то сказала: «Все-таки краща моя картина — це „Хліб“. Я завжди нею пишалася… А Євген Всеволодович Волобуєв був для мами і для всіх нас незаперечним авторитетом. Завжди. Це дуже тонкий живописець, людина гострого розуму, міг одним словом так окреслити якесь явище, що ні дати, ні взяти. Якщо про чиюсь роботу відгукувався позитивно, ми це дуже цінували. Мені пощастило трохи з ним спілкуватися. Робіт, які схвалив дядя Женя, у мене небагато».

## Сюжет і його трактування художником
До 1954 року Тетяна Яблонська вже створила кілька творів на спортивну тему: «Перед стартом» (1947), «На Дніпрі» (1952). Обидві ці роботи показують спорт як масовий рух, вони ставлять у центр уваги учасника-глядача, орієнтовані на творчість Олександра Дейнеки. «Ранок» — перша значна картина Яблонської, написана після смерті Сталіна. Вона знаменує відхід художниці від орієнтації на творчість Олександра Дейнеки. Сцена, зображена на картині, була знайома всім радянським людям. З радіоприймачів у той час звучала бадьора музика, диктор під неї проводив дистанційну ранкову зарядку: нахили, присідання… Дівчинка на картині Яблонської відображена під час такої зарядки. Вона щойно встала (зліва видно неприбрану постіль). Одяг дівчинки лежить на стільці біля відкритої двері з кімнати на балкон, сама вона, в майці й трусах, піднімає руки і праву ногу. Сонце за вікном і зелень листя, схиляються до дівчинки, підкреслюють її юність. Перед глядачем художник представляє світ повсякденного, приватного життя. Однак, на думку О Махоуні, світло, що падає з глибини, і обраний ракурс (глядач дивиться дещо зверху) створюють ефект не домашньої зарядки, а підготовленого виступу перед публікою. Він звертає увагу на те, що юна спортсменка виконує не примітивні вправи, які входили до складу радогімнастики, а стоїть в дуже складній професійної позиції, ніби перебуває на занятті в балетному класі або в гімнастичному залі. Здогад британського мистецтвознавця підтверджує і сестра зображеної на картині дівчинки: «В юності Леля займалася гімнастикою, любила танцювати, їй навіть говорили, що може бути балериною». Підтверджувала це та сама Олена у своїх інтерв'ю: «Я в дитинстві дуже добре танцювала. Мені спочатку готували балетну, потім гімнастичну кар'єру». Мистецтвознавець співставляє дату створення картини (1954) з видатними успіхами радянських спортсменів і спортсменок саме у гімнастиці на Олімпійських іграх у Гельсінкі в 1952 році.
На думку О'Махоуні, юна гімнастка Яблонської — не зображення масового участі у фізкультурному русі, а символ професійності молодих спортсменів, які своїми перемогами прославляють радянський народ. Він також звертає увагу, що юна героїня картини за задумом художниці — українка. На це вказують предмети в кімнаті (відмічені національною специфікою), яскраве сонце, тепле південне повітря, що віє з балкона, зачіска дівчинки. Крім того, що сама художниця жила в цей час на Україні, саме з України приїхали в Гельсінкі майбутні переможці та призери Олімпіади 1952 року: Віктор Чукарін, Дмитро Леонкин, Марія Гороховська і Ніна Бочарова. В обстановці пізнього сталінізму підкреслення української національної ідентичності сприймалося як шкідливе і небезпечне. Акцент, зроблений Яблонської на національній приналежності юної гімнастки, на думку О'Махоуні, припускає, що в близькому майбутньому можна було очікувати змін у цій сфері.